# ماکسیم بوئه
ماکسیم بوئه (فرانسوی: Maxime Bouet‎؛ زادهٔ ۳ نوامبر ۱۹۸۶) دوچرخه‌سوار اهل فرانسه است.
از باشگاه‌هایی که در آن رکاب زده‌است می‌توان به تیم کوئیک‌استپ فلورز، دلکو–مارسی پوونس کی‌تی‌ام، دلکو–مارسی پوونس کی‌تی‌ام، تیم دوچرخه‌سواری اگریتوبل، تیم دوچرخه‌سواری اگریتوبل، آژ۲آر لا موندیال، و تیم دوچرخه‌سواری فورتونئو–اسکارو اشاره کرد.